# ヴァンガード・レコード
ヴァンガード・レコード (Vanguard Records)は、アメリカ合衆国のレコードレーベル。1950年にメイナード・ソロモン、セイモア・ソロモンの兄弟によってニューヨークに設立された。元々はクラシック音楽のレーベルであったが、1960年代以降にフォーク、ブルースの重要な作品を多くリリースしたことで知られている。バッハ・ギルドは傘下レーベルである。

## 歴史
1953年、ジョン・ハモンドの監修の下で、ヴァンガードはメインストリーム・ジャズに特化した「ジャズ・ショーケース」シリーズを手がけ、1958年にシリーズが終了するまでに20作以上の作品を世に送り出した。1938年と1939年に行われたスピリチュアル・トゥ・スウィング・コンサートのライブ盤は、1959年になってようやくヴァンガードより日の目を見た。以後も、ヴァンガードでは断続的にジャズとブルースのレコーディングを手がけている。
ヴァンガードは1950年代半ばに政治的信条などによってブラックリストに載ったアーティスト、ポール・ロブスンとザ・ウィーヴァーズをあえてレーベルに迎え入れることによって、カタログの幅を広げた。その後も引き続き新人フォーク・アーティストと契約を結び続けた。その中には、ジョーン・バエズ、ヘディ・ウェスト、バフィ・セントメリー、ルーフトップ・シンガーズ、カントリー・ジョー&ザ・フィッシュ、イアン&シルヴィア、ミミ&リチャード・ファリーニャなどがいる。
1965年夏、メイナード・ソロモンはニューポート・フォーク・フェスティバルの記録テープの編集をサミュエル・チャーターズに依頼した。このプロジェクトの後、ヴァンガードはチャーターズをシカゴに派遣し、現地のブルース・ミュージシャンの記録を行ったのである。そのレコーディングは、ブルース新世代を紹介した『Chicago/The Blues/Today!』というシリーズ・タイトルの3枚のアルバムとして、1966年にリリースされた。これらのアルバムにはジュニア・ウェルズとバディ・ガイ、マディ・ウォーターズのバンドメートだったオーティス・スパンとジェイムズ・コットン、オーティス・ラッシュ、ホームシック・ジェイムズ、ジョニー・シャインズ、ビッグ・ウォルター・ホートン、チャーリー・マッスルホワイトなどのアーティストが収録された。
ヴァンガードは、クラシック音楽の分野でも米国内で国内外原盤の双方で重要な作品をいくつもリリースしている。海外ものの多くはジョン・バルビローリ指揮のハレ管弦楽団などイギリスのパイ・レコード原盤のものであった。作品はステレオ・サウンドと総合的にみた音質にもすぐれており、多くのラジオ局で取り上げられた。1970年代初頭には、クラシック音楽を4チャンネルのステレオでレコーディングした作品（レオポルド・ストコフスキー指揮アメリカ交響楽団の演奏するチャイコフスキーの交響曲第4番など）もリリースした。また、1965年から1983年の間にモーリス・アブラヴァネル指揮ユタ交響楽団、P. D. Q. バッハなどのリリースも手がけている。ヴァンガードは、リヒャルト・シュトラウス指揮ウィーン・フィルハーモニー管弦楽団の1944年のHi-Fiレコーディングを完全版という形でリリースした最初のアメリカのレーベルであった。レコーディングはマグネトフォン（オープンリール）録音機を使用し、ウィーンのオペラハウスにて行われた。
1970年代初頭には、ヴァンガードはインドの古典音楽家でサロードの名手であるヴァサント・ライと契約。彼のヒット作計5枚をリリースしている。
この頃には、ディック・ワグナー率いるミシガン州のロック・グループ、ザ・フロストの作品をリリース。またベニー・ベルのノヴェルティ・ヒット「Shaving Cream」をリリースし、それに触発される形でDr.ディメント流のユーモア音楽の作品をリリースした。トム・パクストンは1970年代後半に『New Songs from the Briarpatch』と『Heroes』という2枚のアルバムを出している。
ヴァンガードは、1970年代半ばから後半にかけて目立ったリリースは少なく、1980年代に入ってからディスコ音楽のリリースを行い一時的に活動を活発化させたものの、1985年にはウェルク・ミュージック・グループに売却された。ウェルクは、レーベルのクラシック部門については切り離し、セイモア・ソロモンに再度売却した。ウェルクはレーベルを再び稼働させ、多くが廃盤となっていたポップス系音源の再発に取り組む一方、ミンディ・スミスを含む新人ミュージシャンやベテラン・ミュージシャン（エドウィン・マケイン、フーティー・アンド・ザ・ブロウフィッシュ、ブルース・トラヴェラー、ショーン・マリンズ、シェリー・ライトなど）を新たにレーベルに迎え入れた。
ヴァンガード・クラシックス（クラシック部門）はセイモア・ソロモンの死去後、アーテミス・レコードへ売却された。同社がレーベルを再稼働させ、レオン・フライシャー、ギル・シャハムなどの作品リリースを行っている。2004年、アーテミスが倒産すると、ヴァンガード・クラシックスはシェリダン・スクエア・エンターテインメントへ売却されたが、同社ではレーベル音源のライセンス供給は行うにとどまり、レーベルの再稼働をさせる動きは見せていない。